# Лос-Марінес
Лос-Марінес (ісп. Los Marines) — муніципалітет в Іспанії, у складі автономної спільноти Андалусія, у провінції Уельва. Населення — 355 осіб (2010).
Муніципалітет розташований на відстані близько 380 км на південний захід від Мадрида, 75 км на північ від Уельви.

## Демографія
Динаміка населення (INE ):